# Royal Unibrew
Royal Unibrew (anterior Bryggerierne Faxe Jyske și Bryggerigruppen, OMX: RBREW) este o companie producătoare de bere și băuturi răcoritoare, cu sediul în orașul Faxe din Danemarca. Ea este a doua cea mai mare companie producătoare de bere din Danemarca, după Carlsberg Group, cu o cotă de piață de aproximativ 25%. Principalele mărci de băuturi ale companiei sunt Royal Beer⁠(d), Ceres⁠(d), Faxe, Faxe Kondi⁠(d) și Egekilde⁠(d).
Compania Royal Unibrew a devenit cu timpul un concern multinațional prin achiziționarea de participații la companii din mai multe țări: are o prezență puternică în regiunea baltică, unde deține fabricile de bere Vilniaus Tauras⁠(d), Kalnapilis⁠(d) (ambele în Lituania) și Lāčplēša Alus (în Letonia), și s-a extins, de asemenea, în Franța, unde deține compania care produce marca de băuturi răcoritoare Lorina⁠(d) și compania care produce marca de băuturi energizante Crazy Tiger. De asemenea, ea produce sub licență și comercializează marca de bere Heineken⁠(d) în Danemarca.

## Istorie
Compania a fost fondată în 1989 prin fuziunea companiilor Faxe Bryggeri și Jyske Bryggerier A/S (care deținea fabricile Ceres⁠(d), Urban⁠(d) și Thor⁠(d)), sub numele Bryggerierne Faxe Jyske A/S. Numele companiei a fost schimbat în anul 1992 în Bryggerigruppen A/S. Ulterior, în 2000, Bryggerigruppen a fuzionat cu compania producătoare de bere Albani Bryggerierne⁠(d) din Odense, care achiziționase anterior compania Maribo Bryghus⁠(d). Fuziunea a fost finalizată în anul 2002. În același an a fost încheiat un acord de colaborare cu grupul neerlandez Heineken pentru producția sub licență a mărcii de bere Heineken în Danemarca și a fost vândută fabrica de bere Cains⁠(d) din Liverpool, care se dovedise a fi o investiție neprofitabilă. Fabrica de bere Thor din Randers a fost închisă în 2003, fiind concediați 150 de angajați, deoarece producția nu mai era profitabilă, dar marca Thor a continuat să fie produsă la fabrica din Aarhus, în timp ce producția de apă minerală a fost transferată către alte fabrici de bere.
Bryggerigruppen s-a extins ulterior în străinătate prin achiziționarea de participații la companii producătoare de băuturi din Finlanda, Letonia, Lituania și Polonia, formând astfel un concern, și la 11 mai 2005 și-a schimbat numele în Royal Unibrew. Criza economică de la sfârșitul anilor 2000 a impus unele restructurări: astfel, fabrica de bere Maribo Bryghus⁠(d) din Maribo și vechea fabrică de bere Ceres⁠(d) de la Aarhus (înființată în 1856) au fost închise ca urmare a pierderilor înregistrate în cursul anului 2007. Activitățile celor două fabrici au fost mutate la Faxe și Odense.
Compania daneză avea în anul 2020 un număr de aproximativ 2.600 de angajați, dintre care circa 500 în orașul Faxe, unde se află sediul și cea mai mare unitate de producție. Produsele proprii ale companiei sunt fabricate în cele două unități de producție (Faxe și Odense) din Danemarca și sunt exportate în circa 65 de țări, iar principalele piețe de desfacere în afară de Danemarca sunt Finlanda, Italia, Germania, Franța și țările baltice. Royal Unibrew deține mărci de bere și băuturi răcoritoare ca Royal Beer⁠(d), Ceres⁠(d), Faxe, Albani⁠(d), Thor⁠(d), Nikoline⁠(d) și Egekilde⁠(d), dar, de asemenea, produce și comercializează sub licență băuturile unor mărci ca Heineken și PepsiCo.
Cifra de afaceri a companiei a crescut de la 2,9 miliarde de coroane în 2004 la 7,3 miliarde de coroane în 2020 și la 11,5 miliarde de coroane în 2022, din care 90% a fost realizată în Europa, iar restul de 10% în afara Europei. Jumătate din cifra de afaceri este formată din bere, iar cealaltă jumătate din băuturi nealcoolice. Cel mai mare acționar al companiei este compania daneză de investiții Chr. Augustinus Fabrikker A/S cu o cotă de 14,94% (la sfârșitul lunii mai 2022), iar un alt acționar important este corporația multinațională americană de investiții BlackRock care deține indirect, prin intermediul unor subsidiare, o cotă de 9.97% (în august 2022).

## Achiziții și fuziuni

### Danemarca
Royal Unibrew este a doua cea mai mare companie producătoare de bere din Danemarca, după Carlsberg Group, cu o cotă de piață de aproximativ 25%. Ea deține în prezent licența de producere și comercializare a mărcii de bere Heineken⁠(d) în Danemarca.
Piața de bere din Danemarca s-a consolidat în primele două decenii ale secolului al XXI-lea, iar grupul Royal Unibrew a încercat să-și majoreze cota de piață prin achiziții. Astfel, după câțiva ani grei pentru micii producători de bere, Royal Unibrew a cumpărat compania Fuglsang⁠(d) din Haderslev, care fusese înființată în 1865 de Søren Christian Fuglsang, rămăsese în proprietatea familiei sale mai mult de 150 de ani și avusese o producție anuală de 75.000 de hectolitri de bere în perioada pre-COVID. Producția anuală a grupului pe piața daneză a ajuns astfel la 10 milioane de hectolitri de bere.

### Țările baltice
Bryggerigruppen a achiziționat fabricile de bere lituaniene Vilniaus Tauras⁠(d) (în 1999) și Kalnapilis⁠(d) (în 2001). Acestea erau două dintre cele mai mari fabrici de bere din Lituania, iar Kalnapilis deținea în anul 2000 o cotă de piață de 18%. Participația de 87% din acțiunile companiei Kalnapilis a fost achiziționată de la Baltic Beverages Holding⁠(d) (BBH) pentru suma de 135,1 milioane de litas (echivalentul a aproximativ 297 de milioane de coroane).
Extinderea pe piața baltică a continuat cu achiziția la începutul anului 2004 a companiei letone Cido Partikas Grupa⁠(d), un mare producător de sucuri și alte băuturi răcoritoare, pentru 15 milioane de euro și apoi, în octombrie 2004, a unei participații de control de 83,5% în cadrul fabricii de bere letone Lāčplēša Alus (al treilea producător de bere din Letonia, cu o cotă de piață de 11%) pentru 3,8 milioane de euro. Grupul danez s-a extins ulterior pe piața estonă prin achiziția în septembrie 2021 a fabricii de bere artizanală Tanker Brewery⁠(d).

### Polonia
Compania daneză a intrat pe piața berii din Polonia⁠(d) în aprilie 2005, odată cu achiziția companiei Browary Polskie Brok-Strzelec⁠(d) S.A. Acordul de achiziție a presupus preluarea celor mai importante active, dar nu și a creanțelor, datoriilor și obligațiilor. În urma acestui acord, activele și activitățile Browary Polskie Brok-Strzelec S.A. au fost preluate de compania subsidiară Faxe Polska Sp. z o.o. pentru suma de 119,5 milioane de zloți (echivalentul a 217 milioane de coroane), în timp ce participația de aprox. 22% a Browary Polskie Brok-Strzelec S.A. în cadrul companiei Perla-Browary Lubelskie S.A., plus o participație suplimentară de aprox. 26% deținută de o instituție financiară poloneză în aceeași companie, a fost achiziționată direct de Bryggerigruppen A/S pentru suma totală de 58,3 milioane de zloți (echivalentul a 106 milioane de coroane). Prin urmare, investiția totală a Bryggerigruppen s-a ridicat la 177,8 milioane de zloți (echivalentul a 323 de milioane de coroane).
Această acțiune a fost urmată în 2007 de achiziția de către Royal Unibrew a companiei Browar Łomża⁠(d) pentru suma de 126 de milioane de zloți. În decembrie 2010 Van Pur⁠(d) Breweries a încheiat un acord de fuziune cu Royal Unibrew Polska Sp. z o.o (filiala poloneză a grupului danez Royal Unibrew), în urma căreia Royal Unibrew a obținut 20% din acțiunile noii companii Van Pur. În 2011, Van Pur deținea cinci fabrici de bere cu o capacitate anuală totală de producție de 4 milioane de hectolitri de bere. La 15 octombrie 2012 Van Pur și-a exercitat opțiunea de cumpărare a participației de 20% deținute de Royal Unibrew pentru suma de 111 milioane de zloți.

### Țările nordice
Extinderea companiei Royal Unibrew pe piața nordică a început prin achiziția în iulie 2013 a companiei finlandeze Hartwall⁠(d) (al doilea producător de bere din Finlanda), deținute de Heineken HEIN.AS, pentru suma de 2,8 miliarde de coroane daneze (318,36 milioane de lire sterline).
Royal Unibrew a încheiat în septembrie 2021 achiziția companiei Solera Beverage Group, unul dintre principalii importatori și distribuitori pannordici de vinuri internaționale, beri și alte băuturi răcoritoare. Solera Beverage Group desfășura afaceri în Norvegia, Suedia și Finlanda, având un portofoliu de peste 700 de mărci de renume mondial și vânzând peste 44 de milioane de litri de băuturi în 2020. Prin această achiziție, Royal Unibrew s-a extins în Norvegia și Suedia și și-a consolidat prezența în Finlanda. În ianuarie 2022 Royal Unibrew a achiziționat 75% din acțiunile producătorului de bere norvegian Hansa Borg Bryggerier⁠(d), crescându-și participația la 100%.

### Franța
În vara anului 2018 a fost achiziționată⁠(d) fabrica Etablissements Geyer Frères care produce marca de băuturi răcoritoare Lorina⁠(d). Fabrica franceză fusese înființată în anul 1895 în satul Munster⁠(d) din regiunea estică Grand Est. Royal Unibrew anunța atunci că va investi 10 milioane de dolari pentru a dubla vânzările la export a băuturii răcoritoare. Grupul danez s-a extins pe piața franceză prin achiziționarea în iulie 2021 a MC Energy, o companie franceză de băuturi energizante, care deținea marca Crazy Tiger și o cotă de piață de aproximativ 10% din piața băuturilor energizante, pentru suma de 610 milioane de coroane (82 de milioane de euro).

### Canada
În iulie 2022 a fost preluată fabrica de bere artizanală Amsterdam Brewery Co. Ltd., fondată în 1986 și având sediul la Toronto (Ontario, Canada). Compania canadiană, care opera prin două restaurante proprii Brewpub și prin magazine tradiționale On-Trade, avea venituri de aproximativ 34 de milioane de dolari canadieni (aproximativ 200 de milioane de coroane) și o valoare de piață de 44 de milioane de dolari canadieni (aproximativ 300 de milioane de coroane).

### Țările de Jos
La începutul lunii iulie 2023, grupul neerlandez Heineken a anunțat că va vinde producătorul de băuturi răcoritoare Vrumona⁠(d) către Royal Unibrew. Compania Vrumona are o cifră de afaceri anuală de aproximativ 200 de milioane de euro, iar Royal Unibrew urmează să plătească 300 de milioane de euro către Heineken.

## Lista companiilor subsidiare
| Fabrică de bere              | Țară      |
| ---------------------------- | --------- |
| Albani Bryggeriene A/S⁠(d)    | Danemarca |
| Amsterdam Brewing Company⁠(d) | Canada    |
| Ceres Bryggeriet⁠(d)          | Danemarca |
| Cido Partikas Grupa⁠(d)       | Letonia   |
| Etablissements Geyer Frère   | Franța    |
| Faxe                         | Danemarca |
| Hansa Borg Bryggerier⁠(d)     | Norvegia  |
| Hartwall⁠(d)                  | Finlanda  |
| Kalnapilis⁠(d)                | Lituania  |
| Lāčplēša Alus                | Letonia   |
| Lemonsoda⁠(d)                 | Italia    |
| Līvu Alus                    | Letonia   |
| Maribo Bryghus⁠(d)            | Danemarca |
| Nørrebro Bryghus⁠(d)          | Danemarca |
| Tanker⁠(d)                    | Estonia   |
| Tauras⁠(d)                    | Lituania  |
| Thor Bryggeri⁠(d)             | Danemarca |

## Mărci
Principalele mărci de băuturi produse de compania Royal Unibrew sunt mărcile de bere Royal Beer⁠(d), Faxe și Ceres⁠(d) și mărcile de băuturi nealcoolice Faxe Kondi⁠(d) (băuturi răcoritoare) și Egekilde⁠(d) (apă minerală). Royal Unibrew mai produce, de asemenea, mărcile Cido⁠(d) (băutură răcoritoare, Letonia), Kalnapilis⁠(d) (bere, Lituania), Lapin Kulta⁠(d) (bere, Finlanda), Lāčplēsis⁠(d) (bere, Letonia), LemonSoda⁠(d) (băutură răcoritoare, Italia), Lorina⁠(d) (băutură răcoritoare, Franța), Nikoline⁠(d) (băutură răcoritoare, Danemarca), Supermalt⁠(d) (băutură energizantă nealcoolică, Danemarca), Vitamalt⁠(d) (bere, Danemarca) etc.